# Satura lanx
Satura lanx è un'espressione latina che indica il piatto misto di primizie della terra destinate agli dèi.
Da questo significato deriva la definizione di satira latina quale genere letterario nato miscelando vari stili letterari. Nel libro X dell'Institutio oratoria Quintiliano afferma: «Satura quidem tota nostra est...», intendendo "Certamente tutta nostra è la satira, in cui Lucilio, che per primo vi acquistò rinomanza, ha tuttora degli estimatori così devoti, che non esitano a preferirlo non solo agli scrittori di satire, ma a tutti i poeti". Con questa affermazione Quintiliano rivendica l'origine totalmente romana del genere satirico.